# Regina Orioli
Regina Orioli (Roma, 12 maggio 1977) è un'attrice italiana.

## Biografia
Debutta sul grande schermo nel 1997 con il film Ovosodo, regia di Paolo Virzì. L'anno successivo è protagonista del film di Carlo Verdone, Gallo cedrone e del film di Riccardo Milani La guerra degli Antò, a cui seguono Almost Blue (2000), regia di Alex Infascelli, L'ultimo bacio, diretto da Gabriele Muccino, Benzina, regia di Monica Stambrini, entrambi del 2001, L'estate del mio primo bacio (2006), per la regia di Carlo Virzì.
Nel 2008 ritorna sugli schermi cinematografici con i film Chi nasce tondo..., regia di Alessandro Valori, e Una notte blu cobalto, regia di Daniele Gangemi. Lavora anche in televisione, dove recita nella miniserie tv Mafalda di Savoia (2006), regia di Maurizio Zaccaro, e nella serie tv Tutti pazzi per amore (2008), regia di Riccardo Milani e Laura Muscardin.

## Filmografia

### Cinema

Edoardo Gabbriellini e Regina Orioli (in secondo piano) in Ovosodo (1997)

- Ovosodo, regia di Paolo Virzì (1997)
- Gallo cedrone, regia di Carlo Verdone (1998)
- La guerra degli Antò, regia di Riccardo Milani (1999)
- Almost Blue, regia di Alex Infascelli (2000)
- L'ultimo bacio, regia di Gabriele Muccino (2001)
- Benzina, regia di Monica Stambrini (2001)
- Padiglione 22, regia di Livio Bordone (2006)
- L'estate del mio primo bacio, regia di Carlo Virzì (2006)
- Lezioni di cioccolato, regia di Claudio Cupellini (2007)
- Chi nasce tondo..., regia di Alessandro Valori (2008)
- Una notte blu cobalto, regia di Daniele Gangemi (2009)
- Interno giorno, regia di Tommaso Rossellini (2011)
- Tutti i santi giorni, regia di Paolo Virzì (2012)
- È stata lei, regia di Francesca Archibugi (2013)
- E.N.D. - The Movie, regia di Federico Greco, Domiziano Cristopharo, Luca Alessandro, Allegra Bernardoni (2015)
- Notti magiche, regia di Paolo Virzì (2018)
- Amici come prima, regia di Christian De Sica (2018)[3]
- Moschettieri del re - La penultima missione, regia di Giovanni Veronesi (2018)[4]

### Televisione
- Mafalda di Savoia - Il coraggio di una principessa, regia di Maurizio Zaccaro – miniserie TV (2006)
- Tutti pazzi per amore – serie TV (2008)

## Videoclip
- Let Me Be dei Waines, regia di Corrado Fortuna (2009)

## Riconoscimenti
- Annecy cinéma italien
  - 2001 – Premio per l'interpretazione femminile, insieme a Maya Sansa, per Benzina